# Bathycongrus macrocercus
Bathycongrus macrocercus är en fiskart som först beskrevs av Alcock, 1894.  Bathycongrus macrocercus ingår i släktet Bathycongrus och familjen havsålar. Inga underarter finns listade.